# L'Apopis républicain
L'Apopis républicain est une nouvelle uchronique de Ugo Bellagamba, publiée en 1999. La première publication a été faite sous le pseudonyme de Michael Rheyss.
Le titre de la nouvelle fait référence au dieu égyptien antique Apophis, dieu du chaos, représenté sous la forme d'un grand serpent.

## Parutions
La nouvelle a été publiée :
- en 1999 dans l'anthologie Aventures lointaines (éditions Denoël - collection Présence du futur, no 618) ;
- en 2005 dans l'anthologie Les Passeurs de millénaires (Le Livre de poche no 7265).

## Résumé
Le récit présente une planète Terre dans laquelle Napoléon Bonaparte, après son expédition d'Égypte en 1798, a conquis un vaste empire et n'a pas connu de défaite à la bataille de Waterloo.
Son empire domine le monde occidental, et ses héritiers ont perpétué son œuvre, par la création d'une néo-religion fondée sur les dieux égyptiens antiques. L'actuel empereur est Cyprien II Bonaparte.
L'histoire commence avec un vaisseau spatial impérial, dirigé par l'héritier du trône, l'Aiglon, qui croise près de la lune Titan, en orbite autour de Saturne. En effet on a découvert des indices laissant penser que les Égyptiens de l’Antiquité avaient été en contact avec une race extraterrestre qui a établi une base sur Titan.
L'Aiglon et l'équipe de savants qui l'accompagne espère faire une découverte qui révolutionnera les connaissances acquises et consolidera l'Empire et sa religion.
On apprend aussi que l'Empire, fondé sur la force et l'oppression politico-religieuse, connaît un vaste mouvement souterrain de contestation dirigé par des francs-maçons. Or ceux-ci ont décidé d'attaquer le même jour toutes les forces impériales, où qu'elles se trouvent. A bord du vaisseau spatial, les conjurés sont dirigés par Giordano Trismégista et son adjoint Marco Capella (qui est le héros de la nouvelle).
Le jour fixé, la révolte des francs-maçons a lieu, sur Terre comme dans l'Espace. Après une lutte acharnée et au prix de lourdes pertes humaines, les révoltés parviennent à se rendre maître du vaisseau spatial, alors même qu'une petite expédition envoyée sur Titan vient de découvrir une structure monumentale gigantesque, quasiment invisible du sol.
L'Aiglon s'enfuit du vaisseau impérial et se pose sur Titan, poursuivi par Marco Capella. Il meurt en indiquant à son poursuivant que le site que l'on vient de découvrir est une « base-relai » qui envoie un signal continu à une race extraterrestre située à proximité de Sirius. Si ce signal est interrompu, nul doute que le système solaire risque de recevoir la visite, à moyen ou long terme, d'un vaisseau spatial extraterrestre...
Néanmoins, les Républicains décident d'anéantir ce site extraterrestre, afin qu'il ne devienne ni un lieu de culte ou de recueillement pour des impériaux, ni une légitimation mystique de l'Empire déchu.
Des bombes nucléaires très puissantes sont envoyées sur le site, l'annihilant complètement.
Les Républicains, en agissant de la sorte et en faisant cesser l'émission du signal, ne se comportent-ils pas en apprentis sorciers ?
Le dernier paragraphe de la nouvelle est :
« Mais au moment de quitter la vaste fenêtre qui ouvrait sur l'Espace, Giordano Trismégista avait, une dernière fois, cherché l'éclat de Sirius dans la Constellation du Grand Chien. Et dans la lumière soutenue de l'étoile au-dessus de Titan, plus blanche encore que le feu nucléaire déchaîné par les hommes, il y avait quelque chose. Dans sa pureté même, quelque chose de froid et de tranchant. Comme une soif de vengeance…  »